# Terry Garvin
Terrence Joyal, detto Terry (Montréal, 1º marzo 1937 – 17 agosto 1998), è stato un wrestler canadese, maggiormente conosciuto con il ring name Terry Garvin.
In coppia con il "finto fratello" Ron Garvin, vinse svariati titoli tag team nel sud degli Stati Uniti. Inoltre è noto per un caso di molestie sessuali risalente al 1992 che causò il suo licenziamento dalla World Wrestling Federation.

## Carriera
Joyal crebbe a Montréal, Quebec, in Canada. Si allenò per diventare un lottatore professionista nella palestra dell'oratorio della chiesa di Loisirs St. Jean de Baptiste. Debuttò nel wrestling nel 1958 ad Ontario.
Nel 1964 si aggiudicò per due volte il titolo NWA Southern Tag Team Championship della Gulf Coast Championship Wrestling lottando in coppia con Chin Lee.
All'inizio del 1965, Terry iniziò a lottare in coppia con Ron Garvin. Nel novembre 1967, i due vinsero la versione della Florida del NWA World Tag Team Championship nella Championship Wrestling from Florida.
In seguito Garvin fece coppia con Duke Myers. Il manager del duo era Jimmy Garvin, figliastro di Ron Garvin. Nel 1972 nella NWA Tri-State, la coppia vinse l'NWA United States Tag Team Championship. Nel 1973, lottando nella NWA Mid-America, Terry Garvin si aggiudicò per ben tre volte in coppia con Myers l'NWA Mid-America Tag Team Championship. Più avanti quello stesso anno, egli vinse il titolo altre due volte insieme a Ron Garvin. Sempre nello stesso periodo, i "fratelli" Garvin conquistarono anche l'NWA Southern Tag Team Championship. Tornato alla Gulf Coast nel 1974, sempre in tag team con Ron Garvin, Terry conquistò l'NWA Tennessee Tag Team Championship nella Southeastern Championship Wrestling.
All'inizio degli anni ottanta, Garvin si ritirò dal ring e divenne un booker per la Central States Wrestling. Nel 1985 Terry conobbe Pat Patterson che gli offrì di lavorare dietro le quinte per la World Wrestling Federation (WWF). Il 2 marzo 1992 venne licenziato dalla WWF.

## Vita privata
Garvin era apertamente omosessuale. Notoriamente, era in possesso di un'agendina piena di nomi ed indirizzi di prostituti e uomini gay che aveva conosciuto viaggiando per lavoro. In un'occasione approcciò un diciannovenne molestandolo sessualmente, e il ragazzo successivamente raggiunse un accordo economico con la WWF per non denunciarlo. Vince McMahon discusse dell'incidente al Larry King Live. L'ex wrestler Barry Orton chiamò in diretta lo show e dichiarò di essere stato molestato da Garvin nel 1978.
Successivamente, quando si diffuse la notizia, seguirono altre testimonianze come quella dell'ex addetto al gong del ring Tom Cole che raccontò di quando Terry Garvin gli propose di fare sesso quando lui era appena sedicenne, offrendogli anche della cocaina in cambio, ma lui rifiutò e per questo venne licenziato. Anche l'arbitro WWF canadese Mike Clark disse che la sua carriera aveva subito uno stop a causa del suo rifiuto di andare a letto con Garvin.
Garvin era molto amico di Pat Patterson.
Terry Garvin morì il 17 agosto 1998 a causa di un cancro.

## Titoli e riconoscimenti
- Championship Wrestling from Florida
  - NWA World Tag Team Championship (Florida version) (1) - con Ron Garvin[7]
- Continental Wrestling Alliance
  - CWA Heavyweight Championship (1)[8]
- Gulf Coast Championship Wrestling/Southeastern Championship Wrestling
  - NWA Mississippi Heavyweight Championship (1)
  - NWA Southern Tag Team Championship (Gulf Coast version) (2) - con Chin Lee
  - NWA Tennessee Tag Team Championship (1) - con Ron Garvin[4]
- Mid-South Sports/Georgia Championship Wrestling
  - NWA Georgia Tag Team Championship (2) – con Ron Garvin[9]
  - NWA Macon Tag Team Championship (1) – con Ron Garvin[10]
- NWA Mid-America
  - NWA Mid-America Tag Team Championship (5) – con Ron Garvin (2), Duke Myers (3)[2]
  - NWA Southern Tag Team Championship (Mid-America version) (1) – con Ron Garvin[3]
- NWA Tri-State
  - NWA United States Tag Team Championship (Tri-State version) (1) - con Duke Myers
- Pro Wrestling Illustrated
  - 247º posto nella classifica dei migliori 500 wrestler nei PWI 500 del 1991[11]
- Universal Wrestling Association
  - UWA Heavyweight Championship (1)[12]